# بافت چربی قهوه‌ای
بافت چربی قهوه‌ای (به انگلیسی: Brown adipose tissue (BAT)) یا چربی قهوه‌ای اندام چربی را همراه با بافت چربی سفید (یا چربی سفید) تشکیل می‌دهد. بافت چربی قهوه‌ای تقریباً در همه پستانداران یافت می‌شود.
طبقه‌بندی چربی قهوه‌ای به دو جمعیت سلولی جداگانه با کارکردهای مشابه اشاره دارد. نخستین خاستگاه جنینی مشترک با یاخته‍‌های ماهیچه‌ای دارد که در رسوبات «کلاسیک» بزرگتر یافت می‌شود. دومی از سلول‌های چربی سفیدرنگ که توسط دستگاه عصبی سمپاتیک تحریک می‌شوند، ایجاد می‌شود. این سلول‌های چربی به صورت پراکنده در بافت چربی سفید یافت می‌شوند و «بژ» یا «بریت» نیز نامیده می‌شوند (برای قهوه‌ای در سفید).
میتوکندری در یک یاخته یوکاریوتی از سوخت برای تولید آدنوزین تری فسفات (ATP) استفاده می‌کند. این فرایند شامل ذخیره انرژی به عنوان یک گرادیان پروتون، همچنین به عنوان نیروی محرکه پروتون (PMF) در سراسر غشای داخلی میتوکندری است. این انرژی برای سنتز ATP استفاده می‌شود زمانی که پروتون‌ها در سراسر غشاء (در شیب غلظت خود را پایین می‌آورند) از طریق مجتمع سنتاز ATP استفاده می‌شود. این فرایند به عنوان کیمیوسموز شناخته می‌شود.

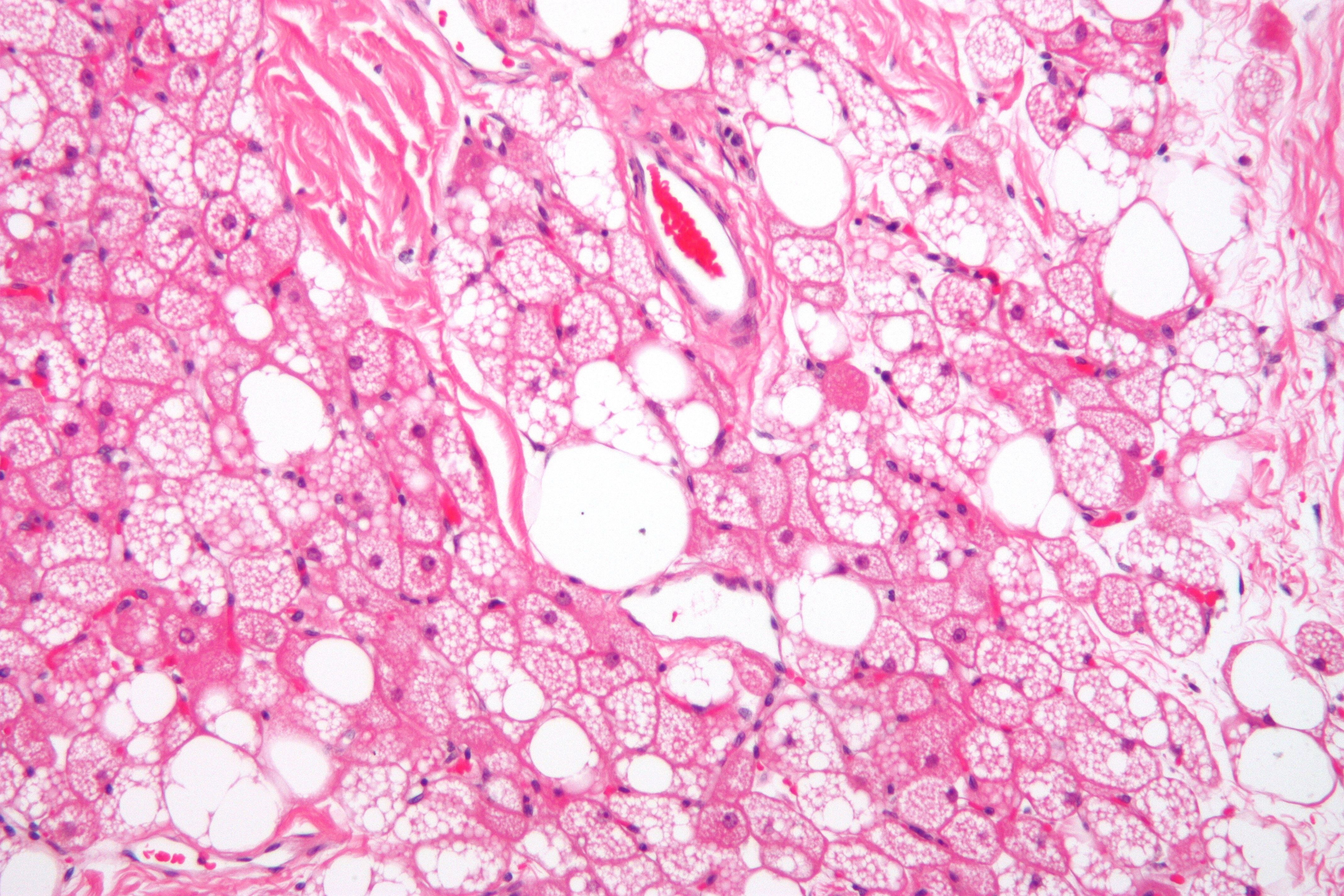
ریزنگاری هیبرنوما، تومور خوش‌خیمی که تصور می‌شود از چربی قهوه‌ای (رنگ هماتوکسیلین و ائوزین) ناشی می‌شود.

طولانی‌ترین پستانداران کوچک، خفاش‌ها (۳۰ سال) و موش‌های حفار برهنه (۳۲ سال)، همگی سطوح بالایی از بافت چربی قهوه‌ای و فعالیت بافت چربی قهوه‌ای دارند.